# Djana Mata
Djana Mata (ur. 13 sierpnia 1960) – albańska strzelczyni sportowa, dwukrotna uczestniczka letnich igrzysk olimpijskich.

## Kariera
W 1996 i 2000 roku wzięła udział w letnich igrzyskach olimpijskich. W Atlancie zajęła 20. miejsce w strzelaniu z pistoletu sportowego (25 m) i 38. z pistoletu pneumatycznego (10 m). W Sydney była 11. w strzelaniu z pistoletu sportowego (ex aequo z Juliją Bondariewą, Lindą Ryan i Nino Salukwadze) i 21. z pistoletu pneumatycznego (ex aequo z Carmen Malo i Anke Völker-Schumann).
W latach 1986–2002 czterokrotnie uczestniczyła w strzeleckich mistrzostwach świata. W 1986 roku zajęła trzecie miejsce w strzelaniu drużynowym z pistoletu sportowego, wspólnie z Edlirą Shyti i Emanuelą Delilaj. W indywidualnym strzelaniu z pistoletu sportowego zajęła 5. miejsce na mistrzostwach w Suhl w 1986 roku, 11. w Barcelonie w 1998 roku, 13. w Lahti w 2002 roku i 33. w Mediolanie w 1994 roku. W strzelaniu z pistoletu pneumatycznego była 17. w Barcelonie i 74. w Mediolanie.
W latach 1981–2002 startowała również w mistrzostwach Europy. Sześciokrotnie zajęła miejsca w czołowej dziesiątce tych zawodów. W strzelaniu z pistoletu sportowego dokonała tego pięć razy – w 1981 roku w Titogradzie była czwarta, w 1982 roku w Rzymie i 1989 roku w Zagrzebiu – piąta, w 1999 roku w Bordeaux szósta, a w 1983 roku w Bukareszcie siódma. Ponadto w 2001 roku w Pontevedrze zajęła dziewiąte miejsce w strzelaniu z pistoletu pneumatycznego.
Sześciokrotnie zajęła miejsca w pierwszej dziesiątce Pucharu Świata w strzelectwie sportowym, zawsze w strzelaniu z pistoletu sportowego. W 1998 roku w Monachium i w 1999 roku w Mediolanie zajęła w tych zawodach piąte miejsce, w 1994 roku w Mediolanie była ósma, w 2002 w Mediolanie dziewiąta, a w 1995 roku w Mediolanie i w 1996 roku w Atlancie dziesiąta.